# Tanlan
Tanlan é uma banda brasileira de rock alternativo formada em Porto Alegre, Rio Grande do Sul em 2004.
Após ter lançado o EP Tanlan, com quatro canções em 2005, a banda lançou seu álbum de estreia Tudo que eu Queria em 2008, produzido pela própria banda e mixado e masterizado por Kiko Ferraz. Tal obra foi elogiada pela crítica especializada. 
 A banda foi indicada em 2011 ao Troféu Promessas na categoria Revelação, atraindo a atenção da gravadora Sony Music Brasil, que acabou assinando contrato com a banda em outubro de 2012 e lançou o seu segundo disco, Um Dia a Mais em dezembro. A discografia do grupo ainda soma o álbum Acalmanocaos, lançado em 2016.
O grupo é conhecido, ao lado da banda catarinense Aeroilis, como precursor do chamado novo movimento, um movimento musical no Brasil formado por bandas com músicos que pretendiam produzir músicas sem barreiras religiosas, tanto liricamente, quanto em termos de público.

## História
O embrião da Tanlan surgiu em 2001, quando o vocalista e compositor pernambucano Fábio Sampaio chegou de Manaus à Porto Alegre e formou uma dupla com o amigo Fábio Batista. A dupla era conhecida como "Fábios", e junto com o guitarrista Beto Reinke, companheiro de igreja dos dois, tocou em alguns festivais de música religiosa na região de Porto Alegre. O trio precisava de uma baixista e baterista, e Tiago Garros foi convidado a participar, trazendo junto seu amigo baterista  Marcus Vinícius. Estava assim formada a "Fábio Sampaio e Banda", que chegou a gravar um disco demo e a atingir certa notoriedade na cena local de Porto Alegre, pois suas letras e sonoridade acústica (apenas com violões e guitarras leves) eram já muito distintas do padrão visto em igrejas.
Paralelo a isso, os irmãos Tiago e Fernando Garros já há muito tempo discutiam sobre uma inquietação, que até hoje é a motivação por detrás da música da banda: "Por que o cristianismo e a música cristã parece tão desconexo do mundo em que vivemos? Será que o cristianismo poderia não ter nada a dizer para o “mundo real”? Será que a música cristã precisava ficar restrita a um gueto?" Os irmãos então resolveram iniciar um projeto que tivesse como foco fazer música a qual pessoas não-cristãs pudessem ouvir e não ter nenhuma estranheza. Para isso, chamaram o guitarrista Kiko Magioli, e o amigo Beto Reinke. Assim, Beto e Tiago tocavam na Fábio Sampaio e Banda, e também neste projeto embrionário "sem nome". Com a saída de Marcus Vinicius da Fábio Sampaio e Banda, um baterista se fez necessário, assim como era necessário um vocalista para o projeto "sem nome". A solução tornou-se óbvia: juntar os dois projetos. Nascia assim a Tanlan, em Março de 2004, com Fábio Sampaio (vocal, guitarra), Beto Reinke (guitarras, violões), Kiko Magioli (guitarras), Tiago Garros (baixo) e Fernando Garros (bateria).
A recém-formada banda começou a ensaiar e a compor, inclusive atualizando músicas já tocadas pela dupla "Fábios" (por exemplo, Castelo de Areia, até hoje parte do repertório da Tanlan). As conversas entre os membros, de modo a que partilhassem da ideia inicial de Tiago e Fernando eram frequentes, e o conceito da banda - de poder se comunicar não apenas com a igreja - se cristalizava, antes mesmo que houvesse o primeiro show. O som da banda ainda era procurado, e com isso houve a saída do virtuoso guitarrista Kiko Magioli, que chegou a gravar uma pré-produção com a banda.
Em 2005 a Tanlan grava seu primeiro EP, com a produção e mixagem de Kiko Ferraz (Papas da Língua, Tangos e Tragédias). O trabalho é muito bem aceito em algumas rádios locais, como a Pop Rock FM. Assim, os shows aumentam e as cópias desta primeira produção independente se esgotam rapidamente. As 4 canções do EP se juntariam a outras 8 na gravação de Tudo Que Eu Queria, lançado em 2008 em show de estreia no mítico Porão do Beco, casa de shows de rock alternativo em Porto Alegre. Produzido pela própria banda, novamente com mixagem e masterização de Kiko Ferraz, o disco é bastante elogiado pela crítica especializada, sendo incluído pelo blog Volume do ClicRBS como um dos 15 melhores de 2008 em Porto Alegre, e recebendo uma resenha positiva da Revista Noize #15. A divulgação totalmente independente desse disco ocupou a banda durante 4 anos, com shows no interior do RS, em Santa Catarina, Paraná, São Paulo, Brasília e até no Maranhão, tanto em circuitos religiosos como em bares, universidades, colégios, festivais, etc., mostrando que aquela “ideia” lá das origens – do cristianismo saindo das paredes dos templos e de alguma forma comunicando-se com a cultura não só era viável como também uma tendência crescente que ganhava adeptos nos 4 cantos do Brasil. Ao mesmo tempo, outras bandas como a mesma "ideologia" surgiam no Brasil, como Aeroilis, Palavrantiga, Crombie, dentre outras. 
Assim, em agosto de 2010, a Época deu voz a este crescente movimento em sua matéria de capa “A Nova Reforma Protestante”, em que identifica a Tanlan como uma das bandas que transcendem a barreira entre o “secular” e o “sagrado”. Este movimento tem sido atualmente chamado de novo movimento, e até mesmo de crossover e pós-gospel.
Em setembro de 2012 a Tanlan lançou Um Dia a Mais. Produzido de forma independente e com mais de 60 mil execuções em menos de um mês de lançamento via Soundcloud, o álbum chamou a atenção da gravadora Sony Music, que assinou com a banda no final de 2012 e lançou o álbum nas lojas e em plataformas digitais. em 2013. Com influências do post-grunge, rock alternativo e hard rock, oriundas de bandas como Foo Fighters, Switchfoot, Muse, Anberlin e Copeland, Um Dia a Mais foi totalmente produzido pela banda, gravado e mixado pelo vocalista Fábio Sampaio.  A masterização ficou a cargo de Ryan Smith, do renomado Sterling Sound, de New York (USA), que masterizou desde James Taylor até Talking Heads, passando por Green Day, Strokes e Beyoncé. Assim, o disco apresentou peso, refinamento e arranjos diferenciados, e claro, além das letras, que, segundo a banda, procuravam responder os questionamentos feitos no primeiro disco. Nas pré-produções deste álbum, o guitarrista Beto Reinke, que já estava sendo substituído em shows desde o final de 2010 por Lucas Moser, deixa a banda, mas participa das gravações do álbum. Lucas (guitarra) foi efetivado como membro oficial da Tanlan em fevereiro de 2013, deixando a mesma em outubro do mesmo ano. Após um curto período,  Beto voltou para o grupo.
Em agosto de 2015, o grupo lançou o single "A Maior Aventura", juntamente com um clipe, como prévia do terceiro trabalho de estúdio. Depois disso, foi liberado "O Que Vai Ficar". O terceiro disco do grupo, Acalmanocaos, foi liberado em dezembro de 2016, com produção do vocalista Fábio Sampaio e arranjos da banda.

## Discografia
EPs
- 2005: Tanlan

Álbuns de estúdio
- 2008: Tudo que eu Queria
- 2012:  Um Dia a Mais
- 2016: ACALMANOCAOS

Singles
- 2010: "De Onde Vem"
- 2013: "É Natal"
- 2015: "A Maior Aventura"
- 2016: "O Que Vai Ficar"

## Integrantes
- Fábio Sampaio - vocal, guitarra, violão
- Beto Reinke - guitarra, teclados
- Tiago Garros - baixo
- Fernando Garros - bateria